# Dino D'Autorio
Dino D'Autorio (Penne, 1º febbraio 1954) è un bassista e arrangiatore italiano.
Le sue collaborazioni con molti fra i più noti artisti italiani lo pongono tra i bassisti di maggior risalto in Italia.

## Biografia
Inizia giovanissimo lo studio del basso presso la Civica Scuola di Musica di Milano e frequenta successivamente il corso di Armonia e Composizione con il Maestro Filippo Daccò presso il C.D.M. di Milano.
Nel 1977 entra nei Ribelli, e con il gruppo incide un 45 giri per la Dischi Ricordi.
Nel 1979 forma i Cast, con Walter Calloni, Kelvin Bullen, Mauro Paoluzzi, Michael Fraser, Naimy Hackett e Stefano Pulga e con loro incide un album in cui compaiono come ospiti Hamish Stuart e Roger Ball, componenti dell'Average White Band.
Nel corso della sua carriera ha collaborato con noti artisti per dischi e/o tournée, fra i quali New Trolls (2 brani nell'album America OK), Loredana Bertè, Riccardo Cocciante, Fabio Concato, Fabrizio De André, Mina, Franco Fanigliulo, Gianni Morandi, Patty Pravo, Amii Stewart, Renato Zero, Zucchero Fornaciari e ha realizzato gli arrangiamenti di vari album per Amedeo Minghi, Enrico Ruggeri e Renato Zero.
Ha inoltre prestato la sua collaborazione per alcuni show teatrali e relativi album, fra i quali va ricordato "Grease" (1997).
Ha preso parte a svariati programmi televisivi per RAI e Mediaset in qualità di bassista, fra i quali "Buona Domenica" (1995), "Viva Napoli" (1996/97/98/99), "30 ore per la vita" (1997/98/99), "Io Canto" (2010/11/13).
È stato votato miglior bassista italiano da parte dei lettori di "Guitar Club" per sette anni consecutivi (1985-92).
Al C.P.M. insegna basso elettrico dal 1996.

## Collaborazioni artistiche
In qualità di musicista D'Autorio ha collaborato per dischi e tournée di numerosi artisti, tra i quali New Trolls, Loredana Bertè, Luigi Grechi, Mauro Pelosi, Garbo, Bernardo Lanzetti, Fabio Concato, Fiorella Mannoia, Mimmo Locasciulli, Fabrizio De André, Eros Ramazzotti, Toto Cutugno, Pupo (cantante), Eduardo De Crescenzo, Mango (cantante), Massimo Ranieri, Ornella Vanoni, Ivan Cattaneo, Mike Francis, Francesco Guccini, Banco del Mutuo Soccorso, Enzo Jannacci, Mina (cantante), Franco Fanigliulo, Amedeo Minghi, Gianni Morandi, Gianna Nannini, Patty Pravo, Enrico Ruggeri, Amii Stewart, Syria, Roberto Vecchioni, Renato Zero, Zucchero Fornaciari.
Ha collaborato alla registrazione di album relativi a show teatrali come "Sogno di una notte di mezza estate" (Gabriele Salvatores) e "Grease" (per l'edizione del 1997) ed in teatro con Tony Cucchiara per il musical "Caino e Abele".
Ha curato gli arrangiamenti per gli album "Zero" (Renato Zero, 1987), "Serenata" (Amedeo Minghi, 1988), "La parola ai testimoni" e "Contatti" (entrambi di Enrico Ruggeri, rispettivamente 1988 e 1989).
Nel corso della sua carriera ha realizzato jingles pubblicitari e avviato una collaborazione didattica con il mensile "Guitar Club".

## Principali dischi in cui ha suonato Dino D'Autorio
| Anno | Interprete                 | Titolo                                     |
| ---- | -------------------------- | ------------------------------------------ |
| 1978 | Patty Pravo                | Miss Italia                                |
| 1978 | Francesco Guccini          | Amerigo                                    |
| 1979 | Roberto Vecchioni          | Robinson, come salvarsi la vita            |
| 1979 | Gianna Nannini             | California                                 |
| 1979 | Luigi Grechi               | Come state?                                |
| 1979 | Mango                      | Arlecchino                                 |
| 1979 | Beppe Cantarelli           | Confusione                                 |
| 1979 | Mauro Pelosi               | Il signore dei gatti                       |
| 1980 | Roberto Vecchioni          | Montecristo                                |
| 1980 | Franco Fanigliulo          | Ratatam pum pum                            |
| 1980 | Mina                       | Kyrie                                      |
| 1980 | Adriano Pappalardo         | Non mi lasciare mai                        |
| 1980 | Ivan Cattaneo              | Urlo                                       |
| 1980 | Alessio Colombini          | A proposito di me                          |
| 1980 | Renato Zero                | Tregua                                     |
| 1981 | Renato Zero                | Icaro                                      |
| 1981 | Mina                       | Salomè                                     |
| 1982 | Mango                      | È pericoloso sporgersi                     |
| 1982 | Fabio Concato              | Fabio Concato                              |
| 1983 | Zucchero Fornaciari        | Un po' di Zucchero                         |
| 1983 | Eduardo De Crescenzo       | De Crescenzo                               |
| 1983 | Giorgio Conte              | Zona Cesarini                              |
| 1983 | Enzo Jannacci              | Discogreve                                 |
| 1984 | Fabrizio De André          | Crêuza de mä                               |
| 1984 | Pupo                       | Malattia d'amore                           |
| 1985 | Fiorella Mannoia           | Momento delicato                           |
| 1986 | Eros Ramazzotti            | Nuovi eroi                                 |
| 1986 | Garbo                      | Il fiume                                   |
| 1986 | Riccardo Cocciante         | Quando si vuole bene                       |
| 1987 | Renato Zero                | Zero                                       |
| 1987 | Mimmo Locasciulli          | Clandestina                                |
| 1987 | Amedeo Minghi              | Serenata                                   |
| 1987 | Eros Ramazzotti            | In certi momenti                           |
| 1988 | Enrico Ruggeri             | La parola ai testimoni                     |
| 1988 | Massimo Ranieri            | Perdere l'amore                            |
| 1989 | Enrico Ruggeri             | Contatti                                   |
| 1993 | Enrico Ruggeri             | La giostra della memoria                   |
| 1997 | Syria                      | L'angelo                                   |
| 2002 | Ornella Vanoni             | Sogni proibiti                             |
| 2004 | Ornella Vanoni, Gino Paoli | Ti ricordi? No non mi ricordo              |
| 2013 | Gianfranco Continenza      | Dusting The Time (Videoradio, VRCD 000844) |

## Principali dischi arrangiati da Dino D'Autorio
| Anno | Interprete     | Titolo                 | Casa discografica   |
| ---- | -------------- | ---------------------- | ------------------- |
| 1987 | Amedeo Minghi  | Serenata               | Durium ms AL 77471  |
| 1987 | Renato Zero    | Zero                   | Zerolandia ZL 71539 |
| 1988 | Enrico Ruggeri | La parola ai testimoni | CGD                 |
| 1989 | Enrico Ruggeri | Contatti               | CGD                 |